# الکس رایدر
الکس رایدر (به انگلیسی: Alex Rider) مجموعهٔ رمان‌های جاسوسی نوشتهٔ نویسندهٔ انگلیسی آنتونی هوروویتس است که در مورد یک جاسوس نوجوان به نام الکس رایدر می‌باشد. تا کنون ۱۳ رمان، ۶ رمان تصویری و ۷ داستان کوتاه از این مجموعه منتشر شده‌است. کتاب اول این مجموعه در سال ۲۰۰۰ در انگلستان منتشر شد و در سال ۲۰۰۶ فیلمی از آن اقتباس شد. این کتاب‌ها در انگلستان توسط انتشارات Walker Books منتشر شده‌اند.

## لیست داستان‌ها
1. طوفان شکن (به انگلیسی: Stormbreaker) منتشر شده در ۴ سپتامبر ۲۰۰۰ در انگلستان
2. نقطهٔ سفید (به انگلیسی: Point Blanc) منتشر شده در ۳ سپتامبر ۲۰۰۱ در انگلستان
3. گذرگاه اسکلت (به انگلیسی: Skeleton Key) منتشر شده در ۸ ژوئیه ۲۰۰۲ در انگلستان
4. ضربهٔ عقاب (به انگلیسی: Eagle Strike) منتشر شده در ۷ آوریل ۲۰۰۳ در انگلستان
5. عقرب (به انگلیسی: Scorpia) منتشر شده در ۱ آوریل ۲۰۰۴ در انگلستان
6. کشتی فرشته (به انگلیسی: Ark Angel) منتشر شده در ۱ آوریل ۲۰۰۵ در انگلستان
7. سر مار (به انگلیسی: Snakehead) منتشر شده در ۳۱ اکتبر ۲۰۰۷ در انگلستان
8. اشک تمساح (به انگلیسی: Crocodile Tears) منتشر شده در ۱۱ نوامبر ۲۰۰۹ در انگلستان
9. بازگشت عقرب (به انگلیسی: Scorpia Rising) منتشر شده در ۳۱ مارس ۲۰۱۱ در انگلستان
10. رولت روسی (به انگلیسی: Russian Roulette) منتشر شده در ۱۲ سپتامبر ۲۰۱۳ در انگلستان
11. هرگز نگو مرگ (به انگلیسی: Never say Die) منتشر شده در ۱ ژوئن ۲۰۱۷ در انگلستان
12. سلاح مخفی (به انگلیسی: Secret Weapon) منتشر شده در ۴ آوریل ۲۰۱۹ در انگلستان
13. نایت شید (به انگلیسی: Nightshade) منتشر شده در ۲ آوریل ۲۰۲۰ در انگلستان

### دو صفر هیچ
دو صفر هیچ یا موج مرگ (به انگلیسی: Stormbreaker) اولین کتاب از مجموعهٔ الکس رایدر می‌باشد که به ترتیب توسط گیتا گرکانی در سال 1385 و تینا فلاحتی‌نوین در سال ۱۳۸۹ به فارسی برگردانده شده‌اند.
الکس رایدرِ ۱۴ ساله بعد از مرگ والدینش با عمویش زندگی می‌کند اما بعد از این که عمویش به طرز مشکوکی می‌میرد او به رازی پی می‌برد که زندگی‌اش را عوض می‌کند.
الکس که پسر بچه‌ای مدرسه‌ای است بعد از فهمیدن این راز به اجبار در مسیری قرار می‌گیرد که هیچ راه فراری از آن ندارد. مسیری که او را تبدیل به یک جاسوس سرویس امنیتی در انگلستان می‌کند. او در سازمان جاسوسی  MI6  راه پیدا می‌کند و در هر قسمت از کتاب خواننده با ماموریت‌های هیجان‌انگیز او روبه‌رو می‌شود.

### مدرسهٔ شوم
مدرسهٔ شوم یا نقطهٔ سیاه (به انگلیسی: Point Blanc) دومین کتاب از مجموعهٔ الکس رایدر می‌باشد که به ترتیب توسط گیتا گرکانی در سال 1385 و تینا فلاحتی‌نوین در سال ۱۳۸۹ به فارسی برگردانده شده‌اند.
الکس رایدر جاسوس نوجوان به مدرسه بر می‌گردد و سعی می‌کند با زندگی مخفیانه دوگانه و هم چنین تکالیف مدرسه دوگانه‌اش کنار بیاید اما سازمان جاسوسی انگلستان نقشه‌های دیگری برای او دارد…

### گذرگاه اسکلت
گذرگاه اسکلت یا جزیرهٔ اسکلتی (به انگلیسی: Skeleton Key) سومین کتاب از مجموعهٔ الکس رایدر می‌باشد که به ترتیب توسط گیتا گرکانی در سال 1387 و شهناز صاعلی در سال ۱۳۸۷ به فارسی برگردانده شده‌اند.
آلکس رایدر چهارده ساله، جاسوس همیشه ناراضی درگیر خطرناک‌ترین جدال خود شده‌است. ژنرال روسی در یک جزیره شخصی نزدیک کوبا، سرگرم برنامه‌ریزی انفجاری برای بازسازی تاریخ است اما الکس یکه و تنها و فقط با بهره‌گیری از ابزاری ابتکاری باید او را در آخرین لحظات پیش از نابودی جهان فریب دهد.

### ضربهٔ عقاب
ضربهٔ عقاب یا حملهٔ عقاب (به انگلیسی: Eagle Strike) چهارمین کتاب از مجموعهٔ الکس رایدر می‌باشد که به ترتیب توسط مهدی قراچه‌داغی در سال 1386 و گیتا گرکانی در سال 1387 به فارسی برگردانده شده‌اند.
آلکس رایدر ۹۰ دقیقه فرصت دارد تا دنیا را نجات دهد. الکس که با اکراه برای سازمان جاسوسی انگلستان کار می‌کرد بار دیگر در سواحل جنوبی فرانسه احساس می‌کند که نوجوان معمولی است تا این که انفجاری وحشتناک در خانهٔ میزبانش رخ می‌دهد و سبب می‌شود او دوباره به دنیای خشونت بازگردد.

### عقرب
عقرب یا اسکورپیا (به انگلیسی: Scorpia) پنجمین کتاب از مجموعهٔ الکس رایدر می‌باشد که به ترتیب توسط مهدی قراچه‌داغی در سال 1386 و گیتا گرکانی در سال 1395 به فارسی برگردانده شده‌اند.
آلکس رایدر چهارده ساله، جاسوس همیشه ناراضی درگیر خطرناک‌ترین جدال خود شده‌است. ژنرال روسی در یک جزیره شخصی نزدیک کوبا، سرگرم برنامه‌ریزی انفجاری برای بازسازی تاریخ است اما الکس، یکه و تنها و فقط با بهره‌گیری از ابزار ابتکاری باید او را در آخرین لحظات پیش از نابودی جهان فریب دهد.

### آرک اینجل
آرک اینجل یا آرک انجل (به انگلیسی: Ark Angel) ششمین کتاب از مجموعهٔ الکس رایدر می‌باشد که به ترتیب توسط گیتا گرکانی در سال 1395 و مهدی قراچه‌داغی در سال 1386 به فارسی برگردانده شده‌اند.
الکس رایدر بازمی‌گردد و این بار بدون محدودیت. الکس هنگام بستری شدن در بیمارستان مصمم است تا پیشه جاسوسی‌اش را برای همیشه کنار بگذارد اما او را به اشتباه می‌ربایند…

### سر مار
سر مار (به انگلیسی: Snakehead) هفتمین کتاب از مجموعهٔ الکس رایدر می‌باشد که توسط کبری دانه‌کار در سال 1389 به فارسی برگردانده شده‌است.
الکس رایدر تصور می‌کرد بعد از نابودی نقشهٔ تشکیلات تروریستی عقرب کارش با آن‌ها تمام شده‌است. اما او اشتباه می‌کرد. عقرب خطرناک‌تر از همیشه برگشته بود و…

### اشک تمساح
اشک تمساح (به انگلیسی: Crocodile Tears) هشتمین کتاب از مجموعهٔ الکس رایدر می‌باشد که توسط کبری دانه‌کار در سال 1390 به فارسی برگردانده شده‌است.
این بار توطئه و نقشه‌ای حساب شده برای ایجاد فاجعه‌ای روبه‌رو هستیم که در آخر میلیون‌ها دلار پول را به جیب موسسه‌های امدادرسانی قلابی سرازیر می‌کند. الکس نقشهٔ آدم‌های بد را کشف می‌کند که باعث خشکسالی و قحطی در آفریقاست. او حتی توانست آنان را رسوا کرده و هویت واقعی‌شان را آشکار کند گرچه در طی مأموریت تقریباً تا دهان تمساح‌های گرسنه هم رفت…

### بازگشت عقرب
بازگشت عقرب (به انگلیسی: Scorpia Rising) نهمین کتاب از مجموعهٔ الکس رایدر می‌باشد که توسط کبری دانه‌کار در سال 1391 به فارسی برگردانده شده‌است.
الکس رایدر می‌خواهد به زندگیش برگردد اما وقتی پا به دنیای موفق‌ترین جاسوس می‌گذاری فقط یک راه فرار داری آخرین مأموریت الکس مرگ‌آورترین آن هاست.

### رولت روسی
رولت روسی (به انگلیسی: Russian Roulette) دهمین کتاب از مجموعهٔ الکس رایدر می‌باشد که توسط سیامک دشتی در سال 1398 به فارسی برگردانده شده‌است.
یاسن گرگوروویچ سرانجام به آنچه خود نمی‌خواست تبدیل شد. او تمام تلاش خود را کرد که چنین اتفاقی نیفتد. اما انگار قرار بود سرنوشت او تغییر کند که کرد. اکنون یاسن دیگر یک قاتل است. چه بخواهد چه نخواهد. یاسن عموی الکس را کشته بود. الکس بدون اسلحه در برابر یاسن که مسلح بود ایستاد و به او قول داد که سرانجام روزی انتقام عموی خود را از یاسن خواهد گرفت. الکس نمی‌دانست بین یاسن و پدر او چه گذشته بود. شاید اصلاً نمی‌دانست پدرش که بوده‌است. یاسن یک قاتل حرفه‌ای بود. اما آیا می‌توانست یک نوجوان چهارده ساله را بکشد؟

## فیلم
فیلم طوفان شکن یا تُندرشِکن (به انگلیسی: Stormbreaker) یا عملیات طوفان شکن به کارگردانی جفری سَکس در ۲۱  ژوئیه ۲۰۰۶ و با نویسندگی خود آنتونی هوروویتس با الهام از کتاب اول اکران شد.

## سریال تلویزیونی
فصل اول سریال الکس رایدر با هشت قسمت در ۴ ژوئن ۲۰۲۰ به سرپرستی گای برت از پرایم ویدئو آمازون پخش گردید که وقایع این فصل حول کتاب دوم به نام نقطهٔ سفید می‌باشد.                                                                                                                                       
این سریال از تاریخ ۱۴۰۰/۱/۱۲ هر شب با دوبله فارسی از شبکه امید صدا و سیمای جمهوری اسلامی ایران پخش شد .